# Bully
Bully (с англ. — «задира», «хулиган»); также известна как Canis Canem Edit (в переводе с лат. — «Собака ест собаку», «Человек человеку волк») — компьютерная игра в жанре приключенческого боевика с видом от третьего лица и открытым миром, разработанная Rockstar Vancouver и выпущенная Rockstar Games в октябре 2006 года для игровой приставки PlayStation 2.
Всего, помимо оригинального релиза, существует несколько переизданий игры. В 2008 году игра была выпущена для Xbox 360, Wii и PC под названием Bully: Scholarship Edition. В данной редакции игра была значительно переработана — перенесена на новый движок (Gamebryo), используются более качественные модели и текстуры; появились новые сюжетные задания и уроки.
В 2012 году первоначальная версия 2006 года была переиздана на PlayStation 3 без изменений в серии «Классика PlayStation 2» (англ. PS2 Classic); в 2016 году она же переиздана на PlayStation 4 (с добавлением системы «трофеев» и более высокого разрешения экрана). В 2016 году как Bully: Anniversary Edition была издана на мобильных устройствах под управлением систем iOS и Android. Этот вариант аналогичен Scholarship Edition, но адаптирован для портативных устройств. Работы по портированию выполнены Grove Street Games.
Игра рассказывает историю подростка Джимми Хопкинса — заядлого хулигана, поменявшего прежде не одну школу. Новый учебный год для Джимми начинается в школе-интернате с весьма скверной репутацией в небольшом американском городке Булворт.

## Игровой процесс
Действие происходит в вымышленном городе Булворт в Новой Англии (регион на северо-востоке США). Время действия в самой игре чётко не определено, хотя на официальном сайте указан 2006 год. Главный герой — «трудный» подросток Джимми Хопкинс, выросший без отца. Его мать в очередной раз вышла замуж и уехала с отчимом в свадебное путешествие длиной в год, оставив сына в Булвортской академии — частной школе-интернате. Джимми предстоит найти своё место среди школьных группировок, местных хулиганов и забияк.
Из-за открытого и нелинейного игрового мира Bully часто сравнивают с играми серии Grand Theft Auto. Помимо продвижения по сюжетной линии главный герой может исследовать территорию академии и города, выполнять побочные задания для того, чтобы заработать денег или улучшить свои способности. Джимми доступны разные виды оружия, характерные для его возраста — рогатка, петарды, картофелемёт, баллончик с краской, бейсбольная бита и т. д., а также транспортные средства — скейтборд, велосипед, мотороллер и карт. В игре есть приблизительно 70-75 (в зависимости от версии, в Scholarship Edition число увеличено) сюжетных и побочных миссий. Сюжетные миссии обычно следуют по порядку и могут быть пройдены только в соответствующей главе, побочные же после своего появления могут быть пройдены в любое время без привязки к главам. Имеются также несколько десятков дополнительных поручений (англ. errands), которые выдаются в разное время и представляют собой мини-миссии. В каждом районе есть свои поручения, их прохождение опционально и не влияет на сюжет.
Уроки в Булвортской академии представлены в виде мини-игр, успешное прохождение которых даёт определённые бонусы. В оригинальной игре есть шесть учебных предметов (английский, рисование, труд, физкультура, фотография, химия), в Scholarship Edition добавлены ещё четыре (биология, география, математика, музыка). Каждый предмет состоит из пяти уроков возрастающей сложности. Прохождение уроков необязательно для продвижения по сюжетной линии и помимо доступа к бонусам лишь увеличивает общий процент прохождения игры.
Bully имеет некоторые существенные отличия от серии GTA. К примеру, каждый из персонажей в игре (около 60 учеников, 4 старосты, около 15 человек учителей и обслуживающего персонала, а также жители города, продавцы, члены уличной банды) имеет индивидуальные имя, внешность и набор реплик. Игровой движок «следит» за персонажами таким образом, чтобы они не повторялись, то есть на улице, в отличие от Grand Theft Auto 3 и двух последующих частей, невозможно встретить двух учеников, которые одинаково выглядят (так как технически игра дважды «отрисовала» одну модель). Развита система рукопашного боя, включающая не менее десятка различных приёмов.
Существует хулиганство (англ. bullying) — когда во время драки у противника остаётся мало энергии, можно провести специальный приём, унижающий его. Какой именно приём будет проведён, игра определяет автоматически, отчасти это зависит от роста и комплекции оппонента. Хулиганство возможно и вне драки — например, Джимми может запереть другого ученика в шкафчике. Имеется распорядок дня: подъём в 8 часов, два урока (с перерывом на обед) с 9 до 15:30 (впрочем, на уроки можно опоздать или не посещать их вовсе), после 23 часов — комендантский час. Если Джимми не ляжет спать, то в 2 часа ночи он упадёт от усталости, а наутро у него пропадут все вещи, за исключением нескольких, которые никогда не могут быть отобраны или потеряны (рогатка, скейт, фотоаппарат, мяч из резинок). Кроме того, спящего на улице Джимми могут обворовать, например, стянуть ботинки.
Охрану порядка осуществляют старосты и иногда учителя в академии, полицейские в городе, санитары в психиатрической лечебнице. Специальная шкала показывает, насколько серьёзны нарушения Джимми (прогул уроков, хулиганство, вандализм, нарушение комендантского часа и т. д.). Если Джимми замечен кем-либо из блюстителей порядка, имея заполненную шкалу, то его пытаются задержать. Будучи пойман после сравнительно лёгких нарушений (не выше двух делений шкалы), Джимми может попытаться вырваться. В случае серьёзных нарушений (выше двух делений) вырваться уже невозможно, а при максимальном заполнении шкалы в преследовании участвуют все взрослые люди, оказавшиеся поблизости. После поимки у Джимми отбирают большинство предметов и либо отпускают его, либо ведут на урок или в общежитие в случае прогула/нарушения комендантского часа. В некоторых случаях он может быть отправлен к директору, после чего его заставят отрабатывать свою провинность уборкой снега зимой и стрижкой газона в остальные времена года (это представлено в виде мини-игры).

## Сюжет

### Город
Булворт (Bullworth) — вымышленный провинциальный город в Новой Англии с населением 128 тыс. человек. Он разделён (в том числе рекой) на шесть районов, которые становятся доступны игроку по мере продвижения по сюжетной линии.

### Группировки
В игре насчитывается шесть группировок (Cliques), отношение которых к Джимми измеряется в процентах. Система отношений имеет очень упрощённый вид: если уровень отношений с определённой группировкой ниже 50 %, её члены будут настроены против Джимми и, скорее всего, спровоцируют драку; если ровно 50 %, то члены группировки будут настроены враждебно-нейтрально к Джимми, то есть драку провоцировать первыми обычно не будут, но приветствовать Джимми и общаться с ним откажутся и при попытках заговорить будут оскорблять и могут даже полезть в драку; если уровень отношений больше 50 %, то Джимми воспримут нормально. Отношения жёстко привязано к сюжету: они улучшаются или ухудшаются только в зависимости от пройденных сюжетных миссий, и игрок не может самостоятельно повлиять на них. При хорошем отношении группировки к Джимми некоторых её участников можно нанять — они будут оказывать поддержку в драках. В каждой группировке есть один юноша и одна девушка (за исключением хулиганов — в их составе нет девушки), которых можно поцеловать для пополнения энергии. Для первого поцелуя необходимо отношение группировки не менее 60 %, причём человек, которого Джимми поцеловал, до конца игры будет иметь отношение к нему 100 % вне зависимости от отношения группировки. Впрочем, большинство состоящих в группировках девушек Джимми впервые целует по сюжету. Лидеры группировок появляются только во время миссий, за исключением Рассела, которого можно встретить на территории академии и вне миссий.

### Главы
Игра состоит из шести глав, хотя сюжетная линия завершается в конце пятой главы. Действие охватывает один учебный год: первые две главы происходят осенью, третья — зимой, четвёртая и пятая — весной, шестая — летом.
- Глава 1. Новые друзья и враги (англ. Making New Friends & Enemies). Мать и отчим высаживают Джимми у ворот академии, где его затем встречает секретарь мисс Дэнверс. Почти сразу на него нападают хулиганы. В новом враждебном окружении свою дружбу Джимми предлагают лишь Гэри Смит и Пит Ковальски. В течение первой главы Джимми выполняет задания Гэри, противостоит хулиганам и заводит дружеские отношения с ботанами. В один из дней Гэри зовёт его в школьный подвал, где, руководствуясь какими-то своими соображениями, устраивает схватку между Джимми и Расселом Нортропом, за которой наблюдают студенты разных группировок. Несмотря на значительное физическое превосходство Рассела, Джимми одерживает над ним победу и тем самым завоёвывает его уважение. Одновременно Джимми осознаёт истинную сущность Гэри, и с этого момента они становятся врагами.
- Глава 2. Блюз богатого сынка (англ. Rich Kid Blues). Мажоры, впечатлённые победой Джимми над Расселом, приглашают его в свой боксёрский клуб. Джимми начинает сотрудничать с ними, однако вскоре его отношения с мажорами портятся (не без вмешательства Гэри). Чтобы взять группировку под свой контроль, Джимми бросает вызов их лучшему боксёру Бифу Тэйлору и побеждает его. Затем ему приходится выдержать схватку со всеми мажорами сразу, после чего они вынуждены признать его своим боссом.
- Глава 3. Любовь правит миром (англ. Love Makes The World Go Round). Лидер понтовых Джонни Винсент подозревает, что его девушка Лола Ломбарди встречается с одним из мажоров, и обращается за помощью к Джимми. В результате Джимми оказывается в центре противостояния между понтовыми и подчинёнными ему мажорами. Поведение Лолы и в дальнейшем приносит Джимми одни неприятности: из-за неё он вынужден враждовать с понтовыми. Он быстро устаёт от её ветреного характера и попыток манипулировать им; победив понтовых (при поддержке Пита), он заявляет Джонни, что сделал это не ради Лолы, а ради контроля над группировкой. Джонни приходится согласиться.
- Глава 4. В здоровом теле — здоровый дух, и другие враки (англ. A Healthy Mind In A Healthy Body & Other Lies). Зима сменяется весной. После победы над понтовыми Джимми предстоит взять под контроль последнюю и самую опасную группировку — качков. Он обращается за помощью к ботанам, но те внезапно выступают против него. Подавив «мятеж», Джимми начинает осуществлять планы, разрабатываемые лидером ботанов Эрнестом. В результате сложной операции им удаётся сорвать важный футбольный матч с участием качков и вынудить тех признать Джимми своим главой.
- Глава 5. Закат и восход Джимми Хопкинса, 15-ти лет от роду (англ. The Fall & Rise of Jimmy Hopkins, Aged 15). Установив контроль над всеми школьными группировками и прекратив конфликты между ними, Джимми чувствует себя королём Булвортской академии. В ознаменование победы Дерби Харрингтон предлагает нарисовать граффити на стене городской ратуши. Осуществив этот замысел и вернувшись в академию, Джимми узнаёт, что у всех группировок начались серьёзные неприятности, и все винят в этом его. Он быстро теряет своё влияние; в довершение всех бед его отчисляют из академии после того, как доктор Крэбблснитч узнаёт от Гэри Смита, что именно Джимми нарисовал граффити на ратуше. Джимми становится известно, что все неприятности в академии были организованы группировкой городских (как выясняется в дальнейшем, и здесь не обошлось без Гэри). При поддержке Рассела Нортропа и своей новой знакомой Зои Тэйлор он добирается до лидера городских и заставляет того прекратить враждебные действия. Тем временем в академии воцаряется хаос, так как все группировки начали открытую войну друг против друга. Прибыв в академию с Расселом и городскими, Джимми быстро и жёстко наводит там порядок, а затем обнаруживает торжествующего Гэри. Они вступают в поединок на колокольне над основным зданием академии и оба падают прямо в кабинет доктора Крэбблснитча. Директор академии, уже получив достаточное представление о Гэри, сразу же отчисляет того, а также увольняет преподавателя физкультуры мистера Бартона, из-за которого пострадала Зои. Джимми и Зои вновь приняты в академию. Глава заканчивается их поцелуем на ступеньках основного здания под аплодисменты других учеников и учителей.
- Глава 6. Бесконечное лето (англ. Endless Summer). Школьные дни закончились, наступает лето. Сюжетная линия завершилась, и в шестой главе игрок может при желании закончить оставшиеся уроки, выполнить дополнительные задания, исследовать мир, найти спрятанные предметы и всё, что требуется для полного прохождения игры.

## Разработка игры
Разработка Bully продолжалась, предположительно, три года; по оценке аналитика Майкла Пачтера, её бюджет должен был составить около 15 млн долларов.
Согласно продюсеру игры Джеронимо Баррере, Bully создавалась под влиянием известных голливудских фильмов о школе (например, «Шестнадцать свечей») и таких романов, как «Над пропастью во ржи» Джерома Сэлинджера.
Он также отмечал, что среди разработчиков игры были поклонники Skool Daze (1985) — едва ли не первого компьютерного «симулятора школы».
Ролевая игра Grottoes and Gremlins (пародия на Dungeons and Dragons), в которую постоянно играют ботаны, изначально должна была быть представлена в виде мини-игры, однако из-за нехватки времени это не было реализовано.

### Игровой движок и технологии
Оригинальная версия Bully, выпущенная в 2006 году на PlayStation 2, построена на игровом движке RenderWare. Данный движок используют такие игры компании Rockstar Games как серия Grand Theft Auto и Manhunt. Разработчики также работали над версией для первой игровой приставки Xbox, однако данная версия была отменена.
Для переработанного и улучшенного издания Scholarship Edition, предназначенного для ПК, Xbox 360 и Wii, игра была перенесена на другой движок — Gamebryo.
Для Scholarship Edition были переработаны игровые модели (в том числе персонажей) и текстуры, кроме того, появился бамп-маппинг, продвинутые тени, отражения на стёклах и другие технические улучшения.
Игровой портал GameTrailers.com разместил видеоролик, в котором было сравнение версии игры для Xbox 360, Wii и PlayStation 2. Версия для ПК, вышедшая в продажу 24 октября 2008 года, в плане графики превосходит все остальные версии и имеет расширенные настройки.
Лицевая анимация для игры создавалась компанией Image Metrics.

## Музыкальное сопровождение

### Список композиций
1. Bully Main Theme (1:59)
2. Panty Raid (1:46)
3. Punishment (2:56)
4. Halloween (1:32)
5. Help Gary (1:57)
6. Comic Klepto (2:45)
7. Beach Rumble (1:58)
8. The Carnival (2:08)
9. Sneaking On A Date (2:09)
10. Here’s To You Miss Philips (1:55)
11. Vendetta Nerds (2:33)
12. Vendetta Greasers (1:35)
13. Vendetta Preps (2:15)
14. Vendetta Jocks (2:09)
15. Vendetta Dropouts (2:27)
16. Bully’s Fight Song (1:58)
17. Fighting Johnny Vincent (3:02)
18. Defender Of The Castle (2:08)
19. Cheating Time (2:27)
20. Defend Bucky (2:02)
21. Chase Adult (1:01)
22. Chase Prefects (1:49)
23. Chase Police (1:21)
24. Hattrick vs. Galloway (3:21)
25. Shop Class (3:45)
26. Gym Class (2:02)
27. Bustin' In (4:04)
28. The Big Game (3:43)
29. Russell In The Hole (2:18)
30. The Candidate (2:12)
31. Bike Race #2 (1:59)
32. Lowrider (3:13)
33. Tagging (2:02)
34. The Slingshot (2:11)
35. Final Showdown (2:15)
36. School’s Out (2:48)
37. Welcome To Bullworth (2:05)

### Остальные треки
Также Microsoft Urge владеет правами на 7 различных эксклюзивных (платных) треков, так что всего саундтрек насчитывает 44 композиции, включая также:
- Photography Class
- The Set Up
- Wrong Part of Town
- Glass House
- Carnival Funhouse Graveyard
- Bike Race #1
- Go Kart Race #2

### Над альбомом работали
- Шон Ли (композитор, исполнитель)
- Энди Росс (флейта, саксофон)
- Доминик Гловер (труба)
- Пьер Дюплан (музыкальный редактор)

### Локализации
Русская локализация игры для компании 1C была выполнена студией «Логрус». В игре переведены тексты меню и интерфейса, а также субтитры диалогов; озвучивание игры, как и в других языковых версиях, оставлено оригинальное, на английском языке, согласно требованиям, которые Rockstar Games предъявляет к компаниям-издателям собственных игр.

## Отзывы
| Сводный рейтинг       | Сводный рейтинг | Сводный рейтинг | Сводный рейтинг | Сводный рейтинг |
| Издание               | Оценка          | Оценка          | Оценка          | Оценка          |
| Издание               | PC              | PS2             | Wii             | Xbox 360        |
| --------------------- | --------------- | --------------- | --------------- | --------------- |
| GameRankings          | N/A             | 87,48 %         | 83,03 %         | 80,56 %         |
| Metacritic            | N/A             | 87/100          | N/A             | N/A             |
| Иноязычные издания    |                 |                 |                 |                 |
| Издание               | Оценка          | Оценка          | Оценка          | Оценка          |
| Издание               | PC              | PS2             | Wii             | Xbox 360        |
| 1UP.com               | N/A             | A+              | N/A             | N/A             |
| GameSpot              | N/A             | 8,7/10          | N/A             | N/A             |
| IGN                   | N/A             | 8,9/10          | N/A             | N/A             |
| Русскоязычные издания |                 |                 |                 |                 |
| Издание               | Оценка          | Оценка          | Оценка          | Оценка          |
| Издание               | PC              | PS2             | Wii             | Xbox 360        |
| «Игры Mail.ru»        | 8/10            | N/A             | N/A             | N/A             |

Bully была встречена положительными отзывами и получила высокие оценки на крупнейших игровых сайтах (8,9 из 10 баллов на IGN; 8,7 из 10 на GameSpot; наивысшая оценка A+ на 1UP.com). Критики отмечали особую атмосферу игры, высокий уровень озвучивания персонажей, удачное музыкальное оформление, а также поучительность сюжета («Социальная провокация в невинном сюжете… „Заводной апельсин“ в компьютерных играх»). Сайт PlayGround.ru отмечал: «Это именно то развлечение и хулиганство, которого иногда не достаёт GTA, пытающейся стать серьёзной криминальной драмой. Наверное, поэтому Bully так тепло и принимают все игроки». Негативные отклики в основном касались устаревшей графики.
Как и некоторые другие игры компании Rockstar, Bully подвергалась критике со стороны ряда организаций и официальных лиц, обвинявших её в пропаганде насилия в школах.
Известный американский юрист Джек Томпсон безуспешно требовал запретить продажу игры в штате Флорида и назвал Bully «симулятором „Колумбины“». Наиболее скандальной чертой игры стала возможность главного персонажа целовать не только девушек, но и юношей. ESRB заявила, что была осведомлена об этой возможности, когда давала игре рейтинг Teen В Бразилии Bully была официально запрещена, её распространение карается денежным штрафом. В 2007 году портал Yahoo! Games включил Bully в десятку самых противоречивых компьютерных игр всех времён.
Bully: Scholarship Edition, портированием которой на Xbox 360 и PC занималась Rockstar New England, имела множество технических проблем, из-за чего получила более низкие оценки по сравнению с оригинальной версией. IGN следующим образом оценил версии для разных платформ: Wii — 8.0, Xbox 360 — 8.7, PC — 7.8. Из-за багов версия для Xbox 360 получила от GameSpot оценку на один балл ниже, чем версия для Wii (соответственно 7.0 и 8.0). Выпущенный патч 1.03, как сообщалось, не решил всех проблем Xbox-версии. Версия игры для PC помимо всех прочих багов не запускалась на компьютерах с ОС Windows Vista и более чем 2 Гб оперативной памяти. Игроками самостоятельно были найдены пути решения некоторых проблем. Официальный патч 1.200, устраняющий наиболее серьёзные ошибки, вышел в апреле 2009 года. Российский портал AG.ru поставил PC-версии 80 % — минимальную оценку для включения игры в свой «золотой пантеон».
В 2010 году игра была включена в книгу 1001 Video Games You Must Play Before You Die (с англ. — «Тысяча и одна видеоигра, в которую вы должны поиграть, прежде чем умрёте»)
Джимми Хопкинс занял 14-е место в списке 30 лучших игровых персонажей десятилетия, составленном журналом Game Informer в 2010 году.

## Награды
- IGN — Best PlayStation 2 Action Game (2006)[45]
- GameSpot — Best Original Music (2006)[46]
- Лучшие компьютерные игры — Корона (однозначный шедевр)[47]

## Возможное продолжение
Долгое время после выхода Bully не было никаких официальных заявлений о возможных планах по созданию продолжения игры. В 2007 году аналитик Майкл Пачтер, основываясь на цифрах продаж версии Bully для PlayStation 2, сделал предположение, что ожидать сиквела игры не следует. В дальнейшем он изменил своё мнение и заявил, что сиквел всё-таки возможен.
В ноябре 2009 года композитор Шон Ли, автор саундтрека Bully, в интервью игровому сайту The Gaming Liberty обмолвился, что в «не слишком отдалённом будущем» ему, похоже, предстоит написать саундтрек для Bully 2. В течение следующих двух лет никаких новостей о возможном сиквеле не появлялось. В ноябре 2011 года вице-президент Rockstar Games Дэн Хаузер, рассказывая игровому сайту Gamasutra об игре Max Payne 3, привёл Bully как пример того, что компания предпочитает не спешить с разработкой продолжений своих игр. Согласно Хаузеру, разработчикам было сказано: «Вы можете делать Макса, а потом мы посмотрим, что можно сделать с Bully». Электронными игровыми СМИ это заявление было воспринято как намёк на возможность выхода сиквела Bully. В июле 2012 года Rockstar Vancouver был объединен с Rockstar Toronto, и сотрудникам было предложено присоединиться к другой студии Rockstar.
В сентябре 2013 года Дэн Хаузер сказал, что у него много разных идей для продолжения Bully. В этом же году Take-Two Interactive возобновила свои права на название Bully.
18 апреля 2017 года пользователь Yan2295 форума GTA, который известен своей точностью в среде сообщества, сообщил, что Bully 2 находится в разработке и выйдет после Red Dead Redemption 2. 8 мая на сайте Game Informer была размещена страница игры Bully 2: Kevin’s Back Jack, которая была позднее удалена. 18 июня пользователем Bully 2 Info в Twitter были опубликованы концепт-арты, которые, предположительно, являются результатом разработки сиквела. В материалах были показаны новые персонажи, ветхий загородный дом и изображения города. Rockstar Games никак не прокомментировала эту утечку.
10 октября 2018 года были опубликованы вакансии на должности, на которых сотрудникам предположительно придётся разрабатывать продолжение Bully. Кастинги должны пройти в Лондоне, а съёмки c технологией захвата движения начнутся 26 октября 2018 года в студии Pinewood. Джессика Джеффрис, директор по подбору актёров, рассказала в Twitter, что это не связано с продолжением Bully.